# Bogacko
Bogacko (deutsch Bogatzko, 1938–1945 Rainfeld) ist ein Dorf in der polnischen Woiwodschaft Ermland-Masuren, das zur Gmina Giżycko (Landgemeinde Lötzen) im Powiat Giżycki (Kreis Lötzen) gehört.

## Geographische Lage
Bogacko liegt am Ostufer des Deyguhner Sees (polnisch Jezioro Dejguny) im nördlichen Osten der Woiwodschaft Ermland-Masuren. Von der Kreisstadt Giżycko (Lötzen) ist das Dorf neun Kilometer in westlicher Richtung entfernt.

## Geschichte
Das vor 1785 Bogaczen, nach 1785 Bogaczko, dann Bogatzko genannte Gutsdorf wurde mit seinem Wohnplatz Bogatzkowolla (nicht mehr existent) im Jahr 1874 in den Amtsbezirk Kamionken eingegliedert. Er wurde 1928 in Amtsbezirk Steintal umbenannt und bestand bis 1945, zugehörig zum Kreis Lötzen im Regierungsbezirk Gumbinnen (ab 1905 Regierungsbezirk Allenstein) in der preußischen Provinz Ostpreußen. 
Im Jahre 1785 wurde Bogaczko ein Köllmisches Dorf mit sieben Feuerstellen genannt, 1818 waren es neun Feuerstellen bei 80 Einwohnern. 1910 wurden hier 78 Einwohner gezählt, im Jahr 1933 waren es nur 29, und bis 1939 stieg die Zahl auf 142.
Aufgrund der Bestimmungen des Versailler Vertrags stimmte die Bevölkerung im Abstimmungsgebiet Allenstein, zu dem Bogatzko gehörte, am 11. Juli 1920 über die weitere staatliche Zugehörigkeit zu Ostpreußen (und damit zu Deutschland) oder den Anschluss an Polen ab. In Bogatzko stimmten 60 Einwohner für den Verbleib bei Ostpreußen, auf Polen entfielen keine Stimmen. Am 3. Juni (amtlich bestätigt am 16. Juli) des Jahres 1938 wurde Bogatzko aus politisch-ideologischen Gründen der Vermeidung fremdländisch klingender Ortsnamen in Rainfeld umbenannt.
In Kriegsfolge kam das Dorf 1945 mit dem gesamten südlichen Ostpreußen zu Polen und erhielt die polnische Namensform Bogacko. Heute ist es Sitz eines Schulzenamtes (polnisch sołectwo) und eine Ortschaft im Verbund der Gmina Giżycko (Landgemeinde Lötzen) im Powiat Giżycki (Kreis Lötzen), vor 1998 der Woiwodschaft Suwałki, seither der Woiwodschaft Ermland-Masuren zugeordnet.

## Religionen
Vor 1945 war Bogatzko in die Evangelische Pfarrkirche Lötzen in der Kirchenprovinz Ostpreußen der Evangelischen Kirche der Altpreußischen Union und in die katholische Pfarrkirche St. Bruno Lötzen im Bistum Ermland eingepfarrt. 
Heute gehört Boacko zur katholischen Pfarrei in Kamionki (Kamionken, 1928–1945 Steintal) im Bistum Ełk (Lyck) der Römisch-katholischen Kirche in Polen bzw. zur Evangelischen Pfarrkirche in Giżycko in der Diözese Masuren der Evangelisch-Augsburgischen Kirche in Polen.

## Verkehr
Bogacko liegt an einer Verbindungsstraße, die von der polnischen Woiwodschaftsstraße DW 592 (ehemalige deutsche Reichsstraße 135) bei Wrony Nowe abzweigt und nach Kamionki führt. Eine Bahnanbindung besteht nicht.